# دوغ هورنر
دوغ هورنر هو سياسي كندي، ولد في 17 يناير 1961 في Barrhead, Alberta ‏ في كندا. نشط حزبياً في الرابطة التقدمية المحافظة في ألبرتا ‏. وقد انتخب عضو الجمعية التشريعية في ألبرتا ‏.